# Judo na Letnich Igrzyskach Paraolimpijskich 2012
Judo na Letnich Igrzyskach Paraolimpijskich 2012 w Londynie rozgrywane było między 30 sierpnia – 1 września, w hali ExCeL.

## Kwalifikacje
Do igrzysk zakwalifikowało się 132 zawodników, w tym 84 mężczyzn i 48 kobiet.

## Medaliści

### Mężczyźni
| Konkurencja          | Złoto                       | Srebro          | Brąz                                      |
| 60 kg (szczegóły)    | Ramin İbrahimov             | Li Xiaodong     | Mouloud Noura Ben Quilter                 |
| 66 kg (szczegóły)    | Dawyd Chorawa               | Zhao Xu         | Sid Ali Lamri Marcos Falcón               |
| 73 kg (szczegóły)    | Dmytro Sołowej              | Sharif Khalilov | Eduardo Ávila Sánchez Szachban Kurbanow   |
| 81 kg (szczegóły)    | Ołeksandr Kosinow           | José Effron     | Isao Cruz Alonso Matthias Krieger         |
| 90 kg (szczegóły)    | Jorge Hierrezuelo Marcillis | Samuel Ingram   | Dartanyon Crockett Jorge Lencina          |
| 100 kg (szczegóły)   | Choi Gwang-geun             | Myles Porter    | Antônio Tenório Silva Władimir Fiedin     |
| + 100 kg (szczegóły) | Kento Masaki                | Wang Song       | Yangaliny Jiménez Domínguez İlham Zəkiyev |

### Kobiety
| Konkurencja         | Złoto                          | Srebro                  | Brąz                                     |
| 48 kg (szczegóły)   | Carmen Brussig                 | Lee Kai-lin             | Wiktorija Potapowa Julija Halinśka       |
| 52 kg (szczegóły)   | Ramona Brussig                 | Wang Lijing             | Natalja Nikołajczyk Michele Ferreira     |
| 57 kg (szczegóły)   | Afaq Sultanova                 | Lúcia da Silva Teixeira | Duygu Çete Monica Merenciano Herrero     |
| 63 kg (szczegóły)   | Dalidaivis Rodríguez Clark     | Zhou Tong               | Marta Arce Payno Daniele Bernardes Milan |
| 70 kg (szczegóły)   | Maria del Carmen Herrera Gómez | Tatjana Sawostjanowa    | Nikolett Szabó Zhou Qian                 |
| + 70 kg (szczegóły) | Yuan Yanping                   | Nazan Akın              | Zoubida Bouazoug Irina Kalianowa         |

## Tabela medalowa
| Miejsce | Państwo           | Złoto | Srebro | Brąz | Razem |
| ------- | ----------------- | ----- | ------ | ---- | ----- |
| 1.      | Ukraina           | 3     | 0      | 2    | 5     |
| 2.      | Kuba              | 2     | 0      | 2    | 4     |
| 3.      | Azerbejdżan       | 2     | 0      | 1    | 3     |
| 3.      | Niemcy            | 2     | 0      | 1    | 3     |
| 5.      | Chiny             | 1     | 5      | 1    | 7     |
| 6.      | Hiszpania         | 1     | 0      | 2    | 3     |
| 7.      | Japonia           | 1     | 0      | 0    | 1     |
| 7.      | Korea Południowa  | 1     | 0      | 0    | 1     |
| 9.      | Rosja             | 0     | 1      | 4    | 5     |
| 10.     | Brazylia          | 0     | 1      | 3    | 4     |
| 11.     | Argentyna         | 0     | 1      | 1    | 2     |
| 11.     | Turcja            | 0     | 1      | 1    | 2     |
| 11.     | Stany Zjednoczone | 0     | 1      | 1    | 2     |
| 11.     | Wielka Brytania   | 0     | 1      | 1    | 2     |
| 15.     | Chińskie Tajpej   | 0     | 1      | 0    | 1     |
| 15.     | Uzbekistan        | 0     | 1      | 0    | 1     |
| 17.     | Algieria          | 0     | 0      | 3    | 3     |
| 18.     | Meksyk            | 0     | 0      | 1    | 1     |
| 18.     | Wenezuela         | 0     | 0      | 1    | 1     |
| 18.     | Węgry             | 0     | 0      | 1    | 1     |